# Monsieur Nov
Pour les articles homonymes, voir Nov.
 (décembre 2010).
Si vous disposez d'ouvrages ou d'articles de référence ou si vous connaissez des sites web de qualité traitant du thème abordé ici, merci de compléter l'article en donnant les références utiles à sa vérifiabilité et en les liant à la section « Notes et références ».
Monsieur Nov, né le 19 septembre 1986 à Aubervilliers, est un chanteur et compositeur français. Il est l'un des seuls représentants du style neo soul en France[réf. nécessaire] et incorpore des sonorités trap proches de celles utilisées par les artistes de R&B et hip hop américains[réf. souhaitée].

## Biographie
Monsieur Nov est un chanteur compositeur français d'origine vietnamienne né le 19 septembre 1986. Dès l'âge de 15 ans il se lance dans la composition d'instrumentaux et de textes. 
Depuis 2007, MNV enchaîne les concerts parisiens : de la Scène Bastille à l’Élysée Montmartre en passant par le Cabaret sauvage, le Nouveau casino, le Trabendo, le Bataclan et fin janvier 2014 la Cigale[source secondaire nécessaire]. 
En 2015, Nov sort pour la fin d’année un second projet intitulé EVO. 
Pour 2016 il sort la suite d'Evo 1 se nommant Evo 2 qui contient 8 titres comme son prédécesseur. C'est en septembre 2017 qu'il sort un EP s'appelant Babe Tape qui joue sur les sons latinos, avec le clip Le Tour tourné en Afrique[source secondaire souhaitée].  
Il se faisait appeler Monsieur Nov dans ses débuts jusqu'à la sortie de son EP EVO 1[source secondaire souhaitée]. Depuis il se nomme NOV pour New Original Vibes[source secondaire souhaitée]. C'était dans ses débuts de carrière quand il avait pour but de faire un groupe avec des amis[source secondaire souhaitée].

## Discographie

### Apparitions
- 2013 : Franglish feat. Monsieur Nov - Ailleurs (sur la mixtape The Franglish : Prototype)
- 2020 : Tayc feat. Monsieur Nov - Mind (sur l’album Nyxia Tome III)
- 2024 : Wejdene feat. Monsieur Nov - Ton love (sur l'EP W)
- 2024 : Dadju & Tayc - SOLD OUT (sur l'album Héritage)
- 2024 : Abou Tall feat. Monsieur Nov - Mauvais endroit/Real love (sur l'album Monsieur Saudade)
- 2024 : Tiakola feat. RnBoi & Monsieur Nov - RESTE-LÀ (sur la mixtape BDLM Vol.1)